# Siegmund Lubin
Siegmund Lubin (20 de abril de 1851 - Ventnor City, 11 de setembro de 1923) foi um produtor de cinema teuto-americano, que foi um dos pioneiros na área de imagem em movimento. Por sua contribuição à indústria cinematográfica, Siegmund Lubin tem uma estrela na Calçada da Fama de Hollywood (com seu primeiro nome como "Sigmund") na 6166 Hollywood Blvd..